# Полімераналогічні перетворення
Полімераналогічні перетворення (рос. полимераналогичные превращения, англ. polymerlike transformation) — хімічні перетворення макромолекул у реакціях з низькомолекулярними речовинами (хлорування, етерифікація) зі збереженням незміненим основного полімерного ланцюга, в якому допускаються модифікації замісників, функціоналізація полімерного ланцюга, що є засобом модифікації полімеру.